# Kathedralbasilika Heilig Herz (Newark)

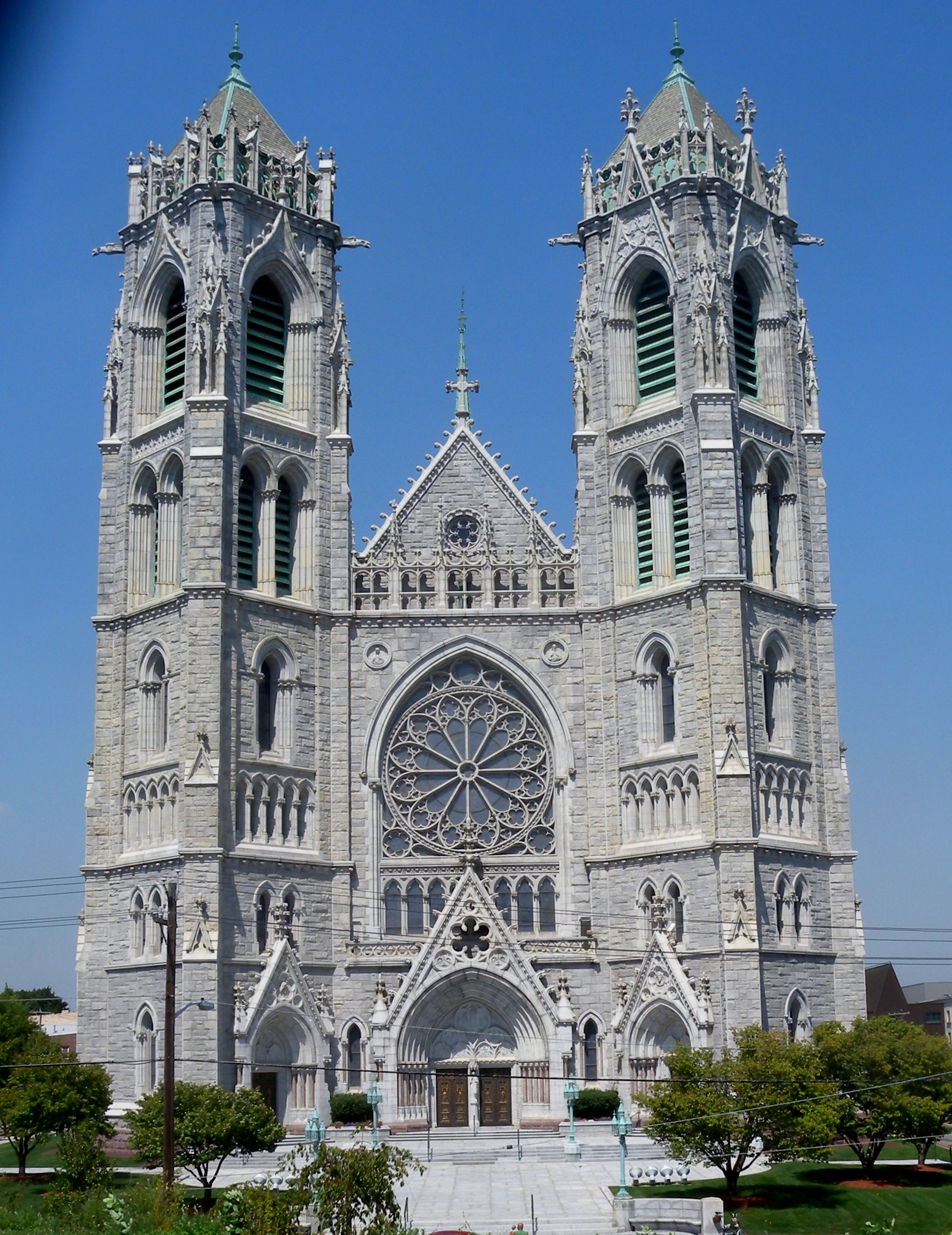
Kathedralbasilika Heilig Herz, Newark

Die Kathedralbasilika Heilig Herz (englisch Cathedral Basilica of the Sacred Heart) ist eine römisch-katholische Kirche in Newark im US-Bundesstaat New Jersey. Die fünftgrößte Kathedrale Nordamerikas ist der Bischofssitz des Erzbistums Newark. Sie befindet sich im Stadtteil Lower Broadway von Newark, New Jersey. Der Bau begann 1899 und wurde 1954 abgeschlossen. Der ursprüngliche Entwurf sah eine Kirche im Stil der englischen und irischen Neugotik vor, aber die Pläne wurden später zugunsten einer Kirche im Stil der französischen Gotik geändert.

## Geschichte

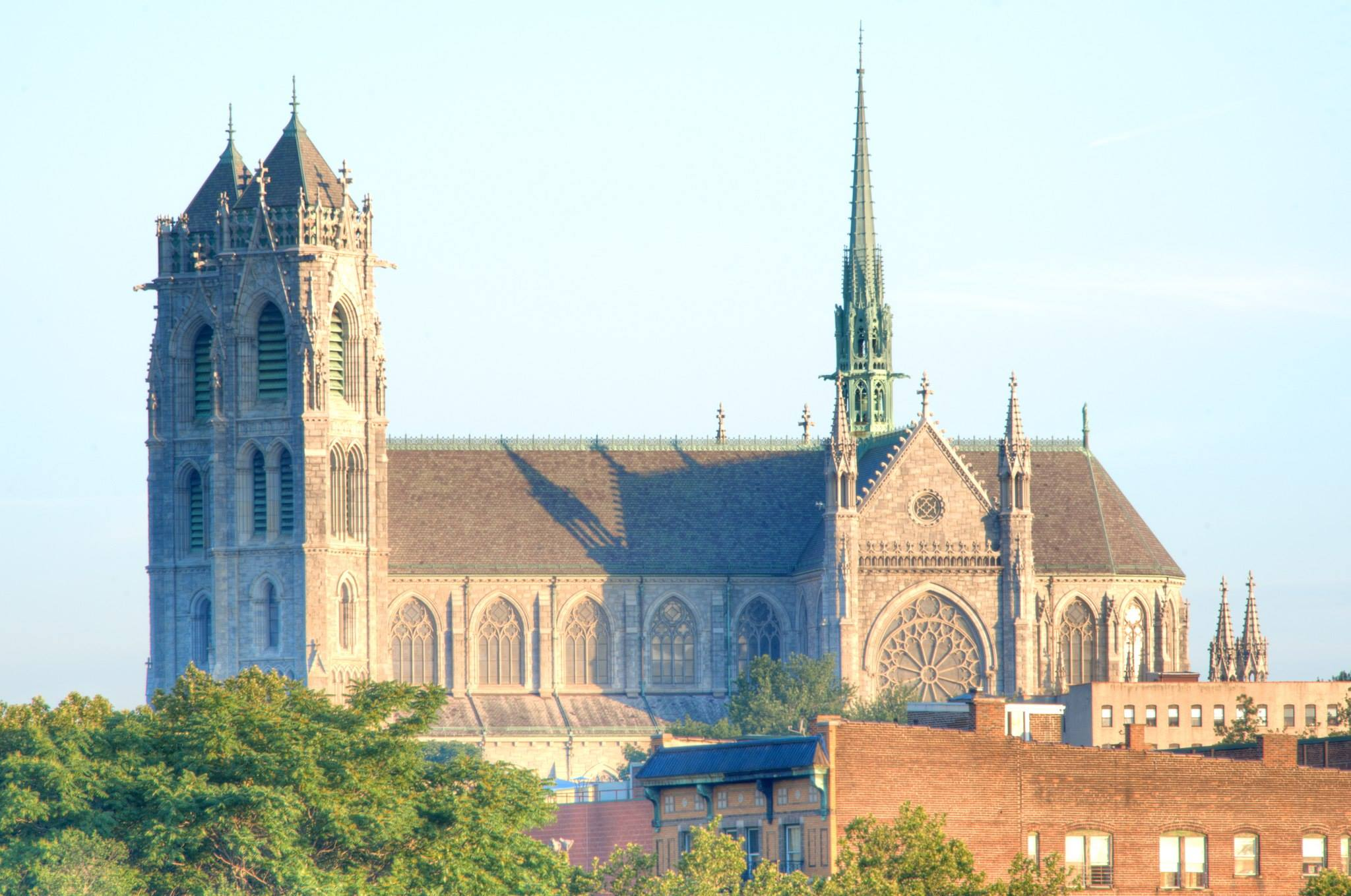
Seitenansicht

Die Herz-Jesu-Kathedrale wurde 1859 von James Roosevelt Bayley, dem ersten Bischof von Newark, nur sechs Jahre nach seiner Ernennung durch Papst Pius IX. vorgeschlagen. Der Grundstückskauf wurde am 2. Januar 1871 für 60.000 US-Dollar abgeschlossen. Auf Bitten von Bayley reiste der Architekt Jeremiah O’Rourke mit George Hobart Doane nach Deutschland, Frankreich und England, um Ideen für die neue Kathedrale zu sammeln. Verschiedene Kaufangebote für das Grundstück wie zuletzt 1896 von der Stadt Newark für eine Schule lehnte Bischof Winand M. Wigger ab. Bereits am 15. Februar 1889 gründete er die Pfarrgemeinde Sacred Heart, worauf der Bau einer kleinen Kirche und einer Schule bald folgten.
Nach dem ersten Spatenstich im Januar 1898 wurde der Grundstein am 11. Juni 1899 gelegt. O’Rourke wollte zuerst die Mauern und Türme bauen lassen und wählte einen Vermont Rockport Granit als Außenstein aus. Bis 1902 standen die Mauern dann 15 Meter hoch am Hauptschiff und am Chorumgang, wobei die ersten vier Etagen der vorderen Türme im Bau waren.

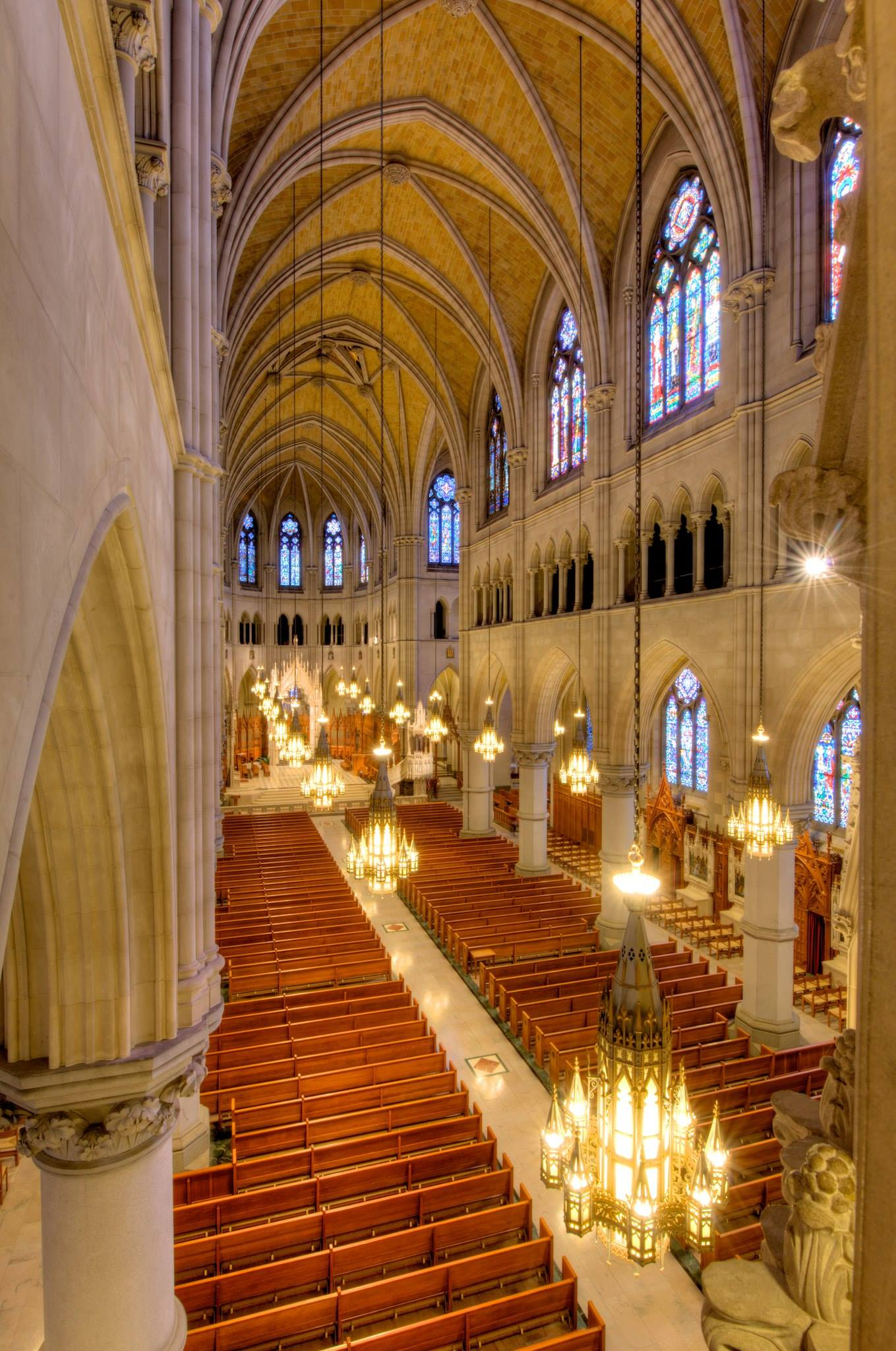
Blick von der Orgelempore in das Langhaus

Wigger starb am 5. Januar 1901, und der neue Bischof, John Joseph O’Connor, bat O’Rourke, die Kosten zu senken, um den Preis von 1 Million US-Dollar nicht zu überschreiten. O’Rourke wurde 1910 nach einer Reihe von Streitigkeiten als Chefarchitekt abgesetzt. Der Nachfolger Waldron bemerkte eine gefährliche Gewichtsverlagerung. Alle 24 Pfeiler mussten entfernt und neu fundamentiert werden. Zwei Pfeiler wurden nicht ersetzt, um das Querschiff auf 50 m zu verbreitern. Als in der zweiten Hälfte des Jahres 1910 die Bögen und das Obergeschoss zu steigen begannen, sorgten die Architekten für zusätzliche Verstärkung in Form von Stahlträgern auf der Ebene des Obergeschosses zu beiden Seiten des Kirchenschiffs und um den Chorumgang herum.
Neben dem stilistischen Wechsel vom englisch/irisch-neugotischen Stil zum französisch geprägten wurden im Juni 1913 weitere Änderungen vorgenommen. Die Turmhöhe wurde bei Verzicht der Turmspitzen von 101 m auf 71 m reduziert. Ein großes Rosettenfenster wurde geschaffen und der Eingangsbereiches wurde mit mehr Skulpturen ausgestattet. Bis 1918 ging der Bau stetig voran, um die Fertigstellung des Stahl gedeckten Dachs im November 1919 zu ermöglichen. Die Vordächer und Medaillons des Tympanons aus Granit waren fertiggestellt, und im Juli 1924 waren die Fenster fertiggestellt. Damit war das Gebäude zum ersten Mal seit Baubeginn endgültig geschlossen. Die Schnitzereien der Medaillons mit Schriftbildern und Bischofsporträts fanden zwischen April 1922 und November 1924 unter der Leitung von Rochette und Parzini aus New York City vor Ort statt.

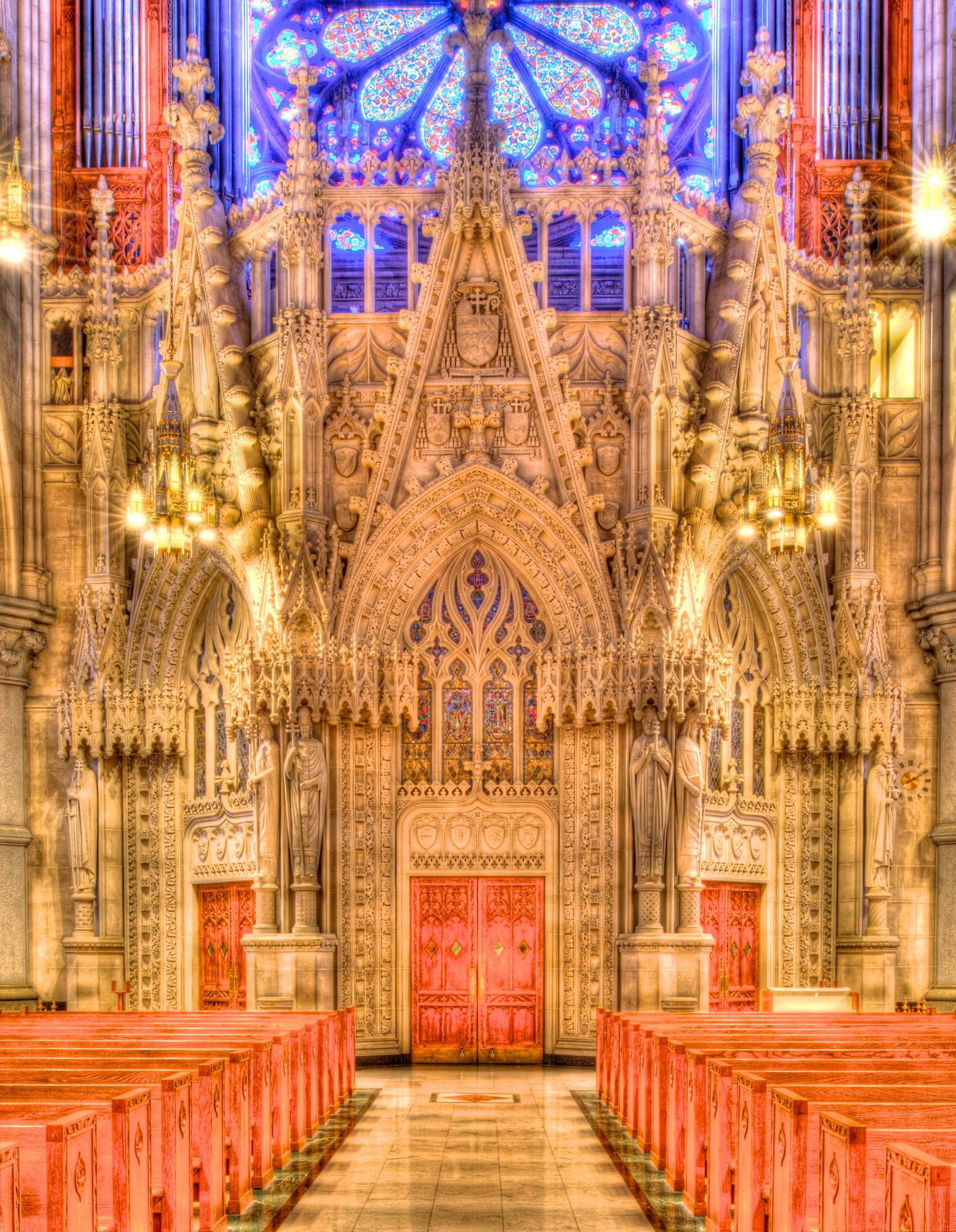
Innerer Eingangsbereich

Das Ziel der Fertigstellung der Kathedrale bis Dezember 1926 zum 50. Jahrestag von O’Connors Priesterweihe wurde nicht erreicht. Mit O’Connors Tod im Mai 1927 verlagerte sich der Schwerpunkt der Bauarbeiten auf die Krypta, in der er zur letzten Ruhe gebettet werden sollte. Die allgemeinen Arbeiten begannen im August 1927 erneut und endeten einige Monate später mit der Installation eines italienischen Botticino-Marmoraltars, der von den Benziger-Brüdern aus New York City erworben worden war. Der neue Bischof Thomas Joseph Walsh eröffnete die Kathedrale, obwohl der Bau noch im Gange war. Die Erhebung von Walsh zum Erzbischof von Newark fand am 27. April 1938 statt.
Nach fast 95 Jahren Planungs- und Bauzeit weihte Thomas Aloysius Boland, Erzbischof von Newark, die Herz-Jesu-Kathedrale schließlich am 19. Oktober 1954. Während der Zeremonie erhielt Boland das Pallium vom damaligen Erzbischof Amleto Giovanni Cicognani, Apostolischer Nuntius in den Vereinigten Staaten. Während des Besuchs von Papst Johannes Paul II. in den Vereinigten Staaten im Jahr 1995 zelebrierte er das Abendgebet in der Kathedrale, dabei wurde die Herz-Jesu-Kathedrale zu einer Basilica minor erhoben.

## Musik in der Kathedralenbasilika
Die Kathedralgemeinde veranstaltet das ganze Jahr über Konzerte für die Öffentlichkeit und verfügt über die größte Pfeifenorgel, die je von der Schantz Organ Co. gebaut wurde. Sie umfasst heute 154 Register, die von zwei Spieltischen aus gespielt werden können. Zu ihrer Erbauungszeit im Jahr 1953 verfügte die Orgel über 144 Register, 1989 wurde sie erweitert und renoviert.